# Летунов, Александр Иванович
Александр Иванович Летунов (16 октября 1896 года, село Дарна, ныне Истринский район, Московская область — 19 ноября 1956 года, Москва) — советский военный деятель, генерал-майор (1945 год).

## Начальная биография
Александр Иванович Летунов родился 16 октября 1896 года в селе Дарна, ныне Истринского района Московской области.

## Военная служба

### Первая мировая и гражданская войны
В 1915 году был призван в ряды Русской императорской армии, после чего был направлен на учёбу в школу прапорщиков Северного фронта, после окончания которой в 1916 году был направлен младшим офицером пулемётной команды на Северном фронте. В 1916 году в бою был контужен, а в 1917 году был демобилизован в чине прапорщика.
В феврале 1918 году вступил в ряды РККА, после чего был назначен на должность организатора-инструктора Всеобуча Звенигородского уездного военкомата, с мая 1919 года служил в составе 31-й Туркестанской дивизии на должностях командира роты 274-го стрелкового полка и командира батальона 272-го стрелкового полка. В июне 1920 года был назначен на должность командира роты Ставропольского караульного батальона, а в августе — на должность начальника учебной школы 325-го стрелкового полка.

### Межвоенное время
В мае 1921 года Летунов был назначен на должность командира батальона в составе 117-го стрелкового полка (39-я стрелковая бригада), а с июня 1922 года служил в составе 83-го и 82-го стрелковых полков (28-я горнострелковая дивизия) на должностях командира батальона и помощника командира полка. В марте 1926 года был направлен на учёбу на курсы «Выстрел», после окончания которых в январе 1927 года вернулся в 28-ю горнострелковую дивизию, где служил на должностях помощника командира 82-го стрелкового полка и помощника командира дивизии по строевой части.
В феврале 1929 года был назначен на должность помощника командира 26-го стрелкового полка войск ОГПУ по строевой части, в декабре 1931 года — на должность помощника командира 52-го Сахалинского пограничного отряда, в марте 1937 года — на должность преподавателя тактики Высшей пограничной школы НКВД, а в июне 1938 года — на должность начальника общевойскового цикла Московского военно-технического училища НКВД имени B. Р. Менжинского и одновременно был направлен на учёбу на вечерний факультет Военной академии имени М. В. Фрунзе.

### Великая Отечественная война
После окончания академии в июне 1941 года Летунов был назначен на должность начальника штаба 262-й стрелковой дивизии, а в октябре — на должность начальника штаба 257-й стрелковой дивизии.
В марте 1942 года вступил в ряды ВКП(б), а в июне того же года был назначен на должность начальника штаба тыла 3-й ударной армии, а в ноябре 1943 года — на должность начальника штаба 79-го стрелкового корпуса. Корпус принимал участие в боевых действиях в ходе наступления на идрицком направлении, в Режицко-Двинской, Мадонской и Рижской наступательных операций, в блокаде группировки противника на Курляндском полуострове, а затем в ходе Варшавско-Познанской наступательной операции. С 6 по 16 февраля 1944 года Александр Иванович Летунов временно командовал корпусом, руководя оборонительными боевыми действиями на идрицком направлении, за умелое руководство которыми он был награждён орденом Суворова 2 степени.

### Послевоенная карьера
После окончания войны Летунов продолжил служить на должности начальника штаба стрелкового корпуса в составе Центральной группы войск. С августа 1945 года проходил лечение в госпитале после автокатастрофы и после выздоровления в декабре того же года был назначен на должность заместителя командира стрелкового корпуса.
Генерал-майор Александр Иванович Летунов в ноябре 1946 года вышел в отставку. Умер 19 ноября 1956 года в Москве. Умер в и похоронен в  г Истра Моск обл

## Награды
- Орден Ленина;
- Орден Красного Знамени;
- Орден Суворова 2 степени;
- Орден Отечественной войны 1 степени;
- Орден Красной Звезды;
- Медали.